# Света Богородица Комнинска
„Света Богородица Комнинска“ (на гръцки: Παναγίας του Οικονομείου) или Комнинският манастир (на гръцки: Μονή Κομνηνείου) е средновековен манастир в Гърция, част от Лариската и Тирнавска епархия.

## Местоположение
Манастирът е разположен край село Стомио, дем Агия, в близост до устието на Пеней на Олимпийската ривиера. Официално се числи към областта Тесалия. Изграден е в близост до морския бряг, на 170 m надморска височина.

## История
Посветен е на Успение Богородично и Свети Димитър. На мястото му е имало древно езическо светилище – капище. Изграждането на манастира се свързва с управлението на император Алексий I Комнин, баща на Анна Комнина. Съществува предание, че първата църква на мястото е издигната при Юстиниан Велики, но това предание не се подкрепя от артефактите, открити на това място. Манастирът е посетен през 1859 г. от Порфирий Успенски, който отбелязва, че монасите му показали евангелието на Ахил Лариски, изписано на пергамент и украсено със златни миниатюри. Това евангелие било предложено на Успенски за закупуване на цена 4000 пиастра. По това време манастирът се намирал на османска територия и бил подчинен
на платамонския, а не на лариския и еласонски епископ.
Днешният, съвременен и модерен манастир е издигнат по-ниско от мястото, на което се намира параклисът му в планината. Според османски данни, през втората половина на XVI век в стария манастир около параклиса живеели 300 монаси. През XIX век манастирът пострадва неколкократно, като на два пъти е изцяло опожаряван – през 1821 и 1868 година.